# Maison du Gouverneur (Bellême)
Pour les articles homonymes, voir Maison du Gouverneur.
La maison du Gouverneur est un hôtel particulier de la ville de Bellême, dans l'Orne, inscrit au titre des monuments historiques.

## Histoire
Construit à la place de l'hôtel de Fontenay, dont elle garde quelques éléments, la maison du Gouverneur est réaménagée au XVIIe et XVIIIe siècles. L'aménagement intérieur date du XIXe siècle.
Le portail est inscrit au titre des monuments historiques en 1989.